# Jura Soyfer
Jura Soyfer (Charkov, 8 dicembre 1912 – Buchenwald, 16 febbraio 1939) è stato un poeta e drammaturgo austriaco.
Ucraino ebreo di nascita, diventa viennese d'adozione nel 1920. In gioventù ha una lunga militanza prima come socialista, poi come comunista.
Gli esordi in campo teatrale e giornalistico risalgono al 1929, anno della morte di Hugo von Hofmannsthal e del conferimento del premio Nobel a Thomas Mann.
Nel dicembre 1937 viene arrestato una prima volta. Rilasciato, è fermato dalla Gestapo il 13 marzo 1938 a pochi metri dal confine svizzero. Internato nel campo di concentramento di Dachau fino a settembre, è trasferito in quello di Buchenwald dove muore di tifo il 16 febbraio 1939, lasciando come testamento e testimonianza di resistenza e speranza il Dachaulied, raccolta di poesie.
Tra i suoi lavori teatrali più famosi possiamo ricordare La fine del mondo (Der Weltuntergang).

## Opere in edizione italiana

### Teatro
- Jura Soyfer, "Teatro. Vol I" (Contiene: "La fine del mondo" - "Edi Lechner guarda in Paradiso" - "Astoria"), a cura di Hermann Dorowin, traduzione di Laura Masi (edizione con testo originale a fronte), Morlacchi editore, Perugia, 2011
- Jura Soyfer, "Teatro. Vol II" (Contiene: "Vineta" - "Melodia di Broadway 1492"), a cura di Hermann Dorowin, traduzione di Laura Masi (edizione con testo originale a fronte), Morlacchi editore, Perugia, 2011